# Provincia de Veliko Tarnovo
La provincia de Veliko Tarnovo (en búlgaro: Област Велико Търново) es un óblast ubicado al norte de Bulgaria. Limita al norte con el Danubio, frontera natural con Rumanía; al este con la provincia de Ruse y la de Targovishte; al sur con la de Sliven y la de Stara Zagora y al oeste con las de Gabrovo, Lovech y Pleven.

## Subdivisiones
La provincia está integrada por diez municipios:
- Municipio de Elena
- Municipio de Gorna Oryahovitsa
- Municipio de Lyaskovets
- Municipio de Pavlikeni
- Municipio de Polski Trambesh
- Municipio de Strazhitsa
- Municipio de Svishtov
- Municipio de Suhindol
- Municipio de Veliko Tarnovo
- Municipio de Zlataritsa